# لی فن
لی فن (چینی: 李芬؛ زادهٔ ۲۵ اوت ۱۹۷۶) یک بازیکن تنیس روی میز اهل سوئد است. 
وی در مسابقات کشوری و بین‌المللی در مجموع برنده ۱ مدال طلا، ۱ مدال برنز شده‌است.